# Buddy Johnson
Woodrow Wilson Johnson (Darlington, 10 januari 1915 – New York, 9 februari 1977) was een Amerikaanse jazz- en rhythm-and-blues-pianist en orkestleider.

## Biografie
Buddy Johnson bezocht in 1937 Parijs als pianist van de Cotton Club Revue-Tramp-Band. In 1939 formeerde hij een eigen ensemble, waarmee hij optrad in nachtclubs en al in hetzelfde jaar een reeks nummers opnam als When You're Out with Me en Stop Pretending (So Hip You See) voor Decca Records, met Courtney Williams (trombone), Don Stovall (altsaxofoon) en Sonny Fredericks (tenorsaxofoon) als solisten. In 1941 kwamen de muzikanten Shad Collins, Scoville Brown, Leonard Ware en Kenny Clarke erbij. In 1944 breidde hij de band uit tot een 14-koppig orkest, dat voornamelijk speelde in de Savoy Ballroom in Harlem en tournees ondernam in de zuidelijke staten van de Verenigde Staten. 
Tot de bekendste opnamen van zijn orkest, waarin zijn zus Ella Johnson de vaste zangeres was, behoren de nummers Please Mr. Johnson (1940), One of them Good Ones (1944), When My Man Comes Come (1944, zijn eerste hit in de r&b-hitlijst), Li' Dog (1947) en Shufflin' and Rollin'  (1952). Een verdere bandvocalist was Joe Medlin. In 1960 werkte hij mee aan Clark Terrys album Colour Changes bij Candid Records. De laatste opnamen van Buddy Johnson And His Orchestra ontstonden in februari 1961 bij Mercury Records ((Ha Ha Baby) The Last Laugh's on You/Good Time Man).
Carlo Bohländer kenmerkt Johnson met zijn drummer Cliff James als een pionier van de rhythm-and-blues, in welke stijl hij vanaf 1939 speelde. Buddy Johnson dient niet te worden verwisseld met de gelijknamige trombonist van de Excelsior Brass Band (ca. 1870–1927) en de tenorsaxofonist Budd Johnson.

## Overlijden
Buddy Johnson overleed in februari 1977 op 62-jarige leeftijd.

## Discografie
- Buddy Johnson & Ella Johnson 1953 - 1964 (Bear Family Records)